# Ночь пугала
«Ночь пугала» (англ. Night Of The Scarecrow) — американский фильм ужасов 1995 года режиссёра Джеффа Берра. Премьера фильма состоялась 8 августа 1995 года.

## Сюжет
Двое выпивших молодых людей катаются ночью на тракторе по кукурузному полю. Случайным образом они ломают каменную могильную плиту, которая находится напротив пугала. Уже глубокой ночью, благодаря сломанной каменной плите надгробья, из неё освобождается зловещий дух и вселяется в набитое соломой тело пугала. Пугало оживает с единственной целью — месть, которую оно должно обрушить на местное процветающее семейство.
Вскоре выясняется, что духом, вселившимся в пугало, является дух колдуна, над которым расправились, в своё время, предки этой семьи. Колдун творил различные аморальные поступки, устраивал оргии.
В это время в родной город после учёбы приезжает дочь мэра Клэр в сопровождении своего парня Диллана. Именно эта пара вступает в схватку с пугалом. Для этого им необходимо разыскать книгу, содержащую заклятия колдуна и уничтожить её, однако книга была тщательно спрятана мэром.

## В ролях
- Элизабет Барондес — Клэр Гудман
- Джон Миз — Диллан
- Стивен Рут — дядя Френк / шериф
- Брюс Гловер — дядя Таддеус
- Дирк Блокер — дядя Джордж
- Говард Свэйн — пугало
- Гари Локвуд — мэр Гудман
- Джон Хоукс — Дэнни Томпсон
- Уильям Джозеф Баркер — Кайл
- Мартин Бесуик — Барбара
- Кристи Гаррис — Стефани
- Синтия Меррилл — Лоррейн
- Роберт Харви — Бен